# Эгбесу
Эгбесу (Egbesu) — бог или божество войны народа иджо в районе дельты Нигера. Эгбесу также воспринимается как духовная основа борьбы со злом. Сила Эгбесу может использоваться только для защиты или исправления несправедливости и только людьми, которые находятся в гармонии со вселенной. Символ божественной силы — леопард, пантера и лев. Эгбесу имеет как философское, так и духовное измерение, последнее из которых стало более заметным в последнее время из-за конфликтов в регионах, где проживают иджо.

## Верования
Вера в Эгбесу диктует философские принципы войны иджо, и считается, что силы Эгбесу способны наделять бойцов иджо духовными качествами. Философский аспект включает элементы справедливой войны. Политика Эгбесу в защиту справедливых войн диктует, что единственной оправданной причиной войны является самооборона. Следовательно, сила Эгбесу может использоваться только для исправления несправедливости и только людьми, которые считаются находящимися в гармонии со Вселенной. Военная этика Эгбесу также включает в себя элемент вознаграждения, когда победителям предоставляются награды за победы в справедливых войнах.
Эгбесу также выражается в культурных практиках. Это включает в себя иерархическую организацию членов общины в царя Эгбесу (главный священник), первосвященников (окпаранов), за которыми следуют другие священники и пехотинцы (куликуливэй). Главный священник — единственный, кому разрешено объявлять войну, и только в его отсутствие окпаранам разрешается выполнять эту обязанность.
Также считается, что сила Эгбесу может наделять бойцов духовными силами. Это включает защиту от вражеских пуль.

## Современная практика
Древний культ иджо пришёл в упадок после успешной британской оккупации земель иджо в конце XIX века. Это на какое-то время свело к минимуму известность Эгбесу, и большинство иджо знали о божестве и его философии только из фольклора и традиционных военных песен.
Однако конфликт в дельте реки Нигер, возникший из-за напряжённости между иностранными нефтяными корпорациями и этническими меньшинствами в регионе, сосредоточил нынешние практики Эгбесу вокруг механизма духовной защиты, который Эгбесу может обеспечить народу иджо. Проекты по добыче нефти, проводимые правительством Нигерии и иностранными нефтяными корпорациями, часто приводят к конфликту между двумя сторонами, поскольку народ иджо борется с государственным давлением и социально-экономической маргинализацией.

## Группы боевиков
Конфликт в дельте реки Нигер вызвал неуважение у многих местных групп боевиков, призывающих к военной этике Эгбесу как способу мобилизации и вербовки участников для борьбы против нигерийского государства и нигерийской нефтяной промышленности. Самый важный аспект — это защита, которую сила Эгбесу обеспечивает от вражеских пуль. Чтобы получить указанную защиту, группы получают поддержку со стороны матерей общины, старейшин-мужчин и священников. Молодые боевики также используют белый мел, чтобы раскрашивать лица, и кладут листья лекарственных растений на лоб для защиты.
Группы, сформированные вокруг Эгбесу, включают парней Эгебесу или африканских парней Эгбесу, красных водяных львов Эгбесу, реформатских парней Эгбесу из дельты Нигера и Братство могущественных Эгбесу. Эти группы как работали вместе, так и находились в конфликте с другими группами. Эти группы участвовали в конфликте в дельте реки Нигер в 2016 году, но в конце августа 2016 года подписали соглашение о прекращении огня.

## Парни Эгбесу
В ответ на конфликт в дельте Нигера в начале 1990-х годов появились парни Эгбесу. Группа взялась за оружие, чтобы бороться против властей в дельте Нигера в ответ на экологические и другие проблемы, вызванные нефтяной промышленностью в Нигерии, включая недостаточное инвестирование доходов от нефти в местную экономику. Многие молодые люди присоединились к культу, пройдя тайные инициации священников, передающих духовные силы Эгбесу. При инициации субъекту наносятся рубцы на какой-то скрытой части тела, а некоторые члены также носят амулеты. Последователи часто верят, что талисман и культовые посвящения делают их пуленепробиваемыми. Сообщения об их деятельности включают похищение нефтяников, саботаж на нефтяных объектах и нападения на представителей власти Нигерии. Однако сложно приписать группе конкретные действия из-за присутствия в этом районе множества других групп боевиков. Группа активна в шести юго-восточных штатах в дельте Нигера, а их традиционная штаб-квартира расположена в Амабулу, штат Байэлса.